# Китанино
Китанино — деревня в Тонкинском районе Нижегородской области. Входит в сельское поселение Большесодомовский сельсовет.

## География
Находится на расстоянии примерно 17 километров по прямой на запад-юго-запад от районного центра поселка Тонкино.

## История
Известна с 1835 года. В деревне в 1870 году учтено было хозяйств 24, жителей 145, в 1916 59 и 279 соответственно, был развит плотницкий промысел и нищенство.

## Население
Постоянное население составляло 27 человек (русские 100 %) в 2002 году,1 в 2010.